# الروما المسلمون

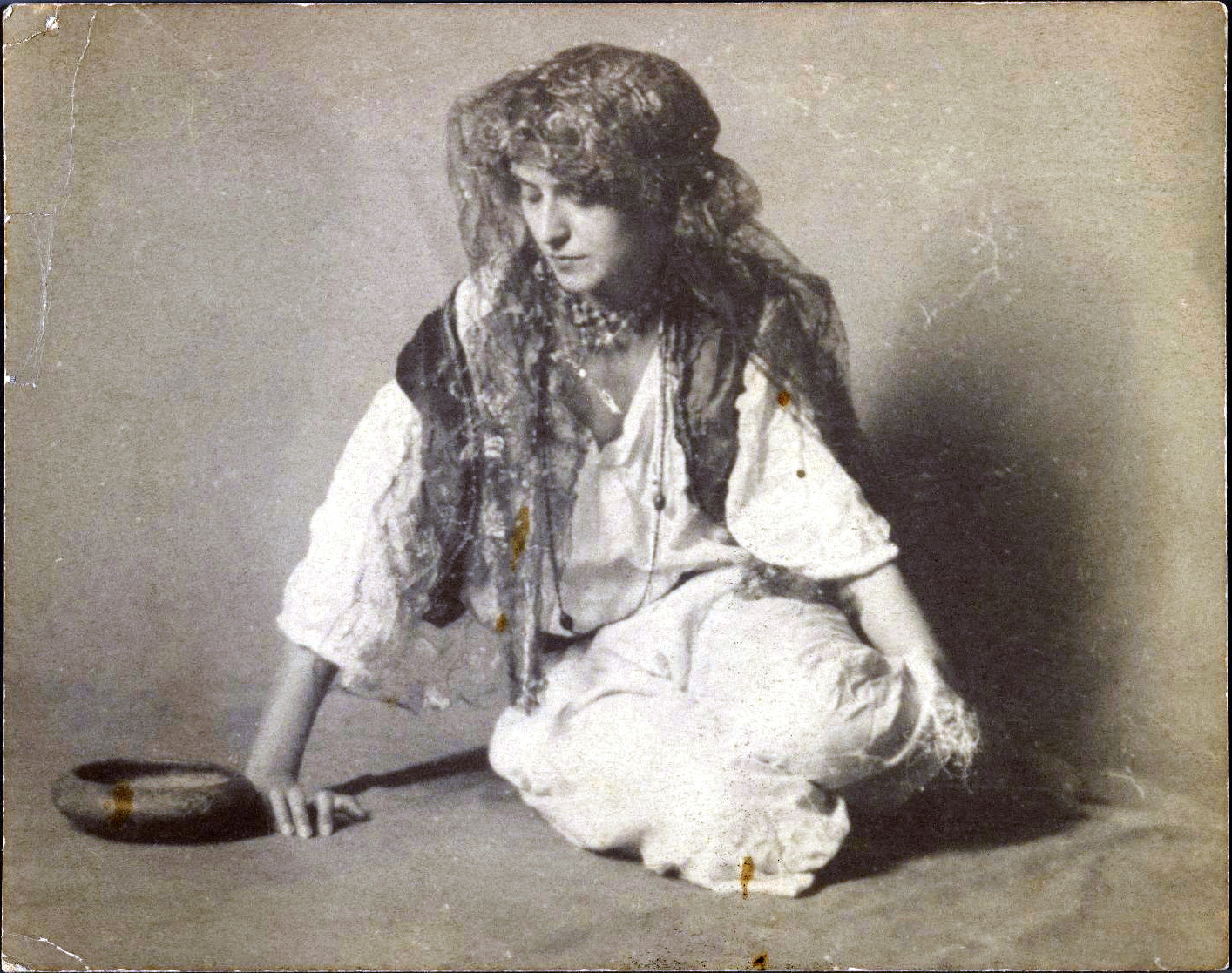
زي امرأة من طائفة "الروما" (على الأرجح مسلمة من الغجر)

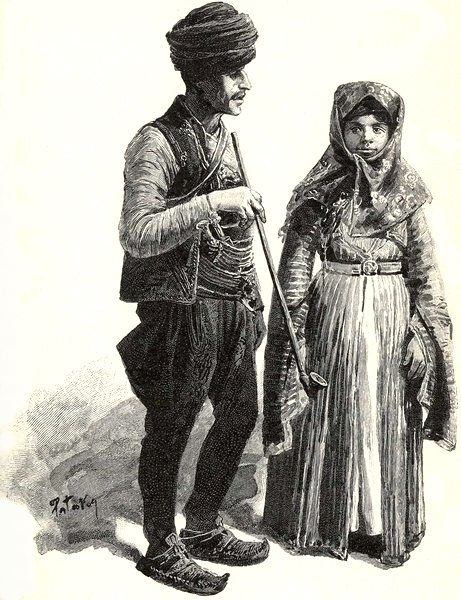
الغجر المسلمون في البوسنة (حوالي عام 1900)

الروما المسلمون أو الروماويون المسلمون اسم شرق أوربي، لغجر اعتقنوا الإسلام السني وفقاً للمذهب الحنفي. وعادة ما يعتنق الغجر الديانة السائدة في بلد إقامتهم. يرتبط الإسلام بين الغجر تاريخيًا بحياة الغجر داخل الإمبراطورية العثمانية. في المقابل، توجد أقليات ثقافية كبيرة من المسلمين الغجر في تركيا (تعيش الأغلبية في شرق تراقيا)، إسرائيل، البوسنة والهرسك، ألبانيا، الجبل الأسود، كوسوفو، جمهورية مقدونيا الشمالية، بلغاريا (حسب تقديرات منتصف التسعينات، الغجر المسلمون في شمال تراقيا بلغوا حوالي 40% من الغجر في بلغاريا.)، رومانيا (توجد مجموعة صغيرة جدًا من المسلمين الغجر في منطقة دوبروجا في رومانيا، وتشكل 1% من سكان الروما في البلاد)، وكرواتيا (45% من سكان الروما في البلاد)، وجنوب روسيا، اليونان (جزء صغير من المسلمين الروما يتركز في تراقيا الغربية) وشبه جزيرة القرم. وبسبب السهولة النسبية للهجرة في العصر الحديث، قد يتواجد الروما المسلمون في أجزاء أخرى من العالم أيضًا.
بعد انهيار الإمبراطورية العثمانية في الأجزاء التي لم يعد فيها الإسلام دينًا مهيمنًا، وجد الروما المسلمون أنفسهم تحت تمييز مضاعف، بسبب الكراهية العامة للغجر، ورهاب الإسلام.
يُطلق على المسلمين الغجر في جميع أنحاء جنوب أوروبا من قبل غير الروما والمسيحيين الغجر باسم الروما الخوراخان (تهجى أيضًا Khorakhane وXoraxane وKharokane وXoraxai وما إلى ذلك) ويشار إليهم بالعامية باسم الروما الأتراك أو الغجر الأتراك في البلدان المضيفة.